# أحمد رفيق ألطيناي
أحمد رفيق ألطيناي (بالتركية: Ahmet Refik Altınay) ولد عام 1881 في مدينة بشيكتاش فقد كان يعد مؤرخ وشاعر ومدرس بدار الفنون إلى جانب ذلك عمل ضابط، كان أحمد رفيق يعمل كتبا فقد كان دوره هو تحبيب الجماهير العريضة في التاريخ وجعلهم يقبلون على دراستها من خلال القصص والحكايات التاريخيه وأيضا من خلال كتابة سلسله من الأحداث والدراسات التاريخيه التي أصدرها في الصحف والمجلات، حتى عرف بعد ذلك «بمحبب التاريخ»  ألقى على عاتقه مهمة تعريف الجمهور بالدولة العثمانيه بشكل كبير.

## حياته
ولد أحمد رفيق في عام 1880 أو عام 1881 من شهر فبراير في مدينة بشيكتاش في إسطنبول، كان والده السيد أحمد أغا متعهد السلطان عبد العزيز، تلقى تعليمه الأول في مدرسه للأولاد في بلدة تعرف باسم فيشنا ثم ذهب إلى المدرسة العسكريه في مدينة بشيكتاش وتلقى تعليمه هناك بعد ذلك تعلم في مدرسة الثانويه العسكريه، وفي عام 1898 تخرج في كلية الحربيه وكان من الأوائل وأصبح جندي مشاه. 
عمل أحمد رفيق بمهنة التدريس، فقد عمل معلما للجغرافيا لمدة أربع سنوات، وفي عام 1902 أصبح معلما للغه الفرنسيه في الكلية الحربيه وفي عام 1908 أصبح معلما للتاريخ.

## حياته الصحفيه
وجه السيد أحمد رفيق فكر الجماهير بشكل أوسع نحو حب القراءة وحب الخطابة خلال تجربته مع مهنة التدريس 
وبدأ في إصدار كتاباته الأولى في بعض الصحف وذلك في خلال السنوات التي عمل فيها بمهنة التدريس. 
وكان الموضوع الذي يعتلى قمة كتاباته هو الحروب الدينيه وأبطال المسلمين الأوائل  
كما أنه أصدر المقالات في مجلات مثل: مجلة الارتقاء ومجلة مجموعة أبو ضياء ولقد استمر رفيق في إصدار المقالات حتى إعلان الدستور الثاني  بعد ذلك عمل كرئيس تحرير في جريدة الأمه وجريدة مترجم الحقيقة.
بعد إعلان الدستور أصدر أيضا مقالات في صحيفة الإقدام وكذلك صحيفة الأمه.

## حياته العسكريه
وفي عام 1909 ذهب مع الهيئة العليا للأبحاث والدراسات التاريخيه إلى فرنسا وقد تمكن أحمد رفيق من خلال تلك الجولة التي قام بها في باريس من معرفة عن قرب الكنوز والأوراق التاريخيه هناك والتي إستخدمها بغرض معرفة الكنوز التريخيه للدوله العثمانيه. 
ولقد تعرف خلال هذه الجولة على المؤرخين الفرنسيين الذين أثروا بشكل كبير في مفهوم التاريخ. 
كتب مقالات حول الحروب العثمانيه ومهام العسكريه، وفي عام آخر من ذلك الوقت تم اختياره كعضو في اللجنة التاريخيه التركيه التي تدعى الحياة العثمانيه في العصور القديمه. 
ضم مقالاته في كتاب يدعى الحياه العثمانيه في العصور الماضيه والذي تم إصداره في جريدة الإقدام. 
وفي عام 1912 أصبح مفتشا للرقابه في حرب البلقان، وفي عام 1913 تقاعد عن عمله كضابط بسبب إصابته في عينيه فأصبح عمله حر حيث عمل بالصحافة والتدريس إلى أن تم إستدعائه للجيش بسبب الحرب العالميه الأولى.

## الحرب العالميه الأولى
كتب أحمد رفيق مقالات تدور حول علاقة تركيا بروسيا في الحرب العالميه الأولى، وقد عوقب بإرساله إلى الأناضول بسبب مقاله الذي يهتم فيه محمد على باشا بالخيانة فقام بعمل دراسات متعلقه بمؤسسة الدولة العثمانيه والذي تم تعيينه كرئيس اللجنة العسكريه في عام 1915 
ثم عاد إلى إسطنبول مره أخرى بعد فترة قصيره بسبب مرضه. 
بعد ذلك قام بجمع الوثائق المتعلقه بالحياة القديمه في إسطنبول وقام بجمعها في كتاب يدعى العصر الحجرىوفي نهاية الحرب رافق اللجنة الصحفيه القادمه من أوروبا في جوله تجاه شرق الأناضول من أجل كتابة تقرير عن إبادة الأرمن. 
أعلنت الدولة العثمانيه إلى دول الاتحاد الأوروبى النقاط التي تم التوصل إليها خلال تلك الجولة ثم تقاعد مره أخرى في نهاية الحرب للمرة الثانية، وبعد الحرب تبنى أحمد رفيق فكرة القومية التركيه في مقابل تقسيم الإمبراطوريه العثمانيه 
عمل أحمد رفيق في المجموعه الجديده مع ضياء جوق ألب ونجم الدين صادق في لجنة الاتحاد والتراقى.

## تدريسه في دار الفنون
تم تعيين أحمد رفيق معلما للتاريخ العثماني في دار الفنون في إسطنبول عام 1918 وفي عام 1919 عمل كمعلم لتعليم التاريخ التركي 
وعلى الصعيد الآخر بدأ بالعمل في الأوراق الخاصة بالكنوز التاريخيه للدوله العثمانيه، وفي تلك الأثناء تم تكريمه من قبل حكومة السويد بسبب دراسته المتعلقه بملك السويد كارل الثاني عشر وإلى جانب ذلك ضم إلى دراسته التاريخ العثماني والذي عمل على جعل الطلاب يتلقونه بشكل جيد. 
وهذا النظام قد تم تطبيقه في مسار التعليم لعامى 1919 و1920 وفي فترة الهدنة شارك أحمد رفيق في فرقة الحرية والائتلاف والتي شغلت فكره السياسي وأولاها اهتماما كبيرا في ذلك الوقت. 
وفي عام 1925 تم تكريمه من قبل حكومة بلغاريا بسبب أعماله ودراسته التي اختصت علاقة تركيا وبلغاريا. 

## أعوامه الأخيره
مرت سنوات عمره الأخيرة بحاله من شديده من البؤس والفقر والمرض كمان أنه قام ببيع مكتبته القيمة جزء جزء، وبعد صراع طويل مع المرض وافته المنية في 10 أكتوبر عام 1937 عن عمر يناهز 56 عاما في مستشفى حيضر باشا ودفن في مقابر «بيوكادا» وهي مدينه تعنى الجزيرة الكبيرة. 

## أعماله
كان يصدر أعمالا كثيره فقد كانت كتبه تتجاوز مئه وخمسون صفحه  ومن أشهر أعماله «الأتراك والبيزنطيين» 
و«السلطان جام» و«العلماء والحرفيين» و«مملكة النساء» و«عهد التوليب» وغيرها من الأعمال التي أصدرها تحت عنوان حياة الأتراك في العصور الماضيه 
بالإضافة إلى كونه مؤرخا أظهر عنايه كبيرة أيضا بالأدب، وفي عام 1932 أصدر ديوان شعرى بعنوان القلب والذي قام بتلحين كلماتها على الطريقة الصوفيه البكداشيه.